# Стіллбей
Стіллбей (англ. Stillbay) — палеолітічна археологічна культура (радіовуглецеве датування 13-14-е тис. до н. е..), поширена в Південній і Східній Африці.
Належить до так званої середньої кам'яної доби цих територій. Виділена Е. Гудвіном в 1926 за стоянкою Стілбей в Капській провінції (ПАР). Приходить на зміну культурі Санго і протостіллбейській і, своєю чергою, змінюється культурою Магосі. Стіллбей одночасна Мадленській культурі Західної Європи. Характеризується знайденими в печерах і просто неба кам'яними листоподібними наконечниками списів, ретельно обробленими з двох сторін різцями, скребками, пластинками з затупленим краєм, ядрищами різних типів. Представлена леваллуазька техніка відколювання кам'яних відщепів і пластин.